# Ústava Slovenské republiky (1939)
Ústava Slovenské republiky z roku 1939 (někdy nazývaná též Ústava první Slovenské republiky) byla ústava Slovenského státu vydaná 21. července 1939.
Po Mnichovské dohodě byl přijat ústavní zákon o autonomii Slovenska (č. 299/1938 Sb.). Dne 14. března 1939 přijal slovenský Sněm zákon o samostatném Slovenském státě (č. 1/1939 Sl.z.) a 21. července 1939 byla přijata ústava Slovenské republiky jako ústavní zákon č. 185/1939 Sl.z. Obsahovala 13 hlav a 103 paragrafů a definovala způsob řízení státu, vedoucí úlohu Hlinkovy slovenské ľudové strany (HSĽS), rozhodující vliv katolické církve, dále identifikovala státní orgány, tedy prezidenta, vládu a sněm Slovenského státu, a uváděla též povinnosti jednotlivce na úkor jeho práv a svobod.
Ústava také uzákonila použití oficiálního názvu země – Slovenská republika namísto dříve používaného názvu Slovenský štát.